# Distretto di Praha-východ

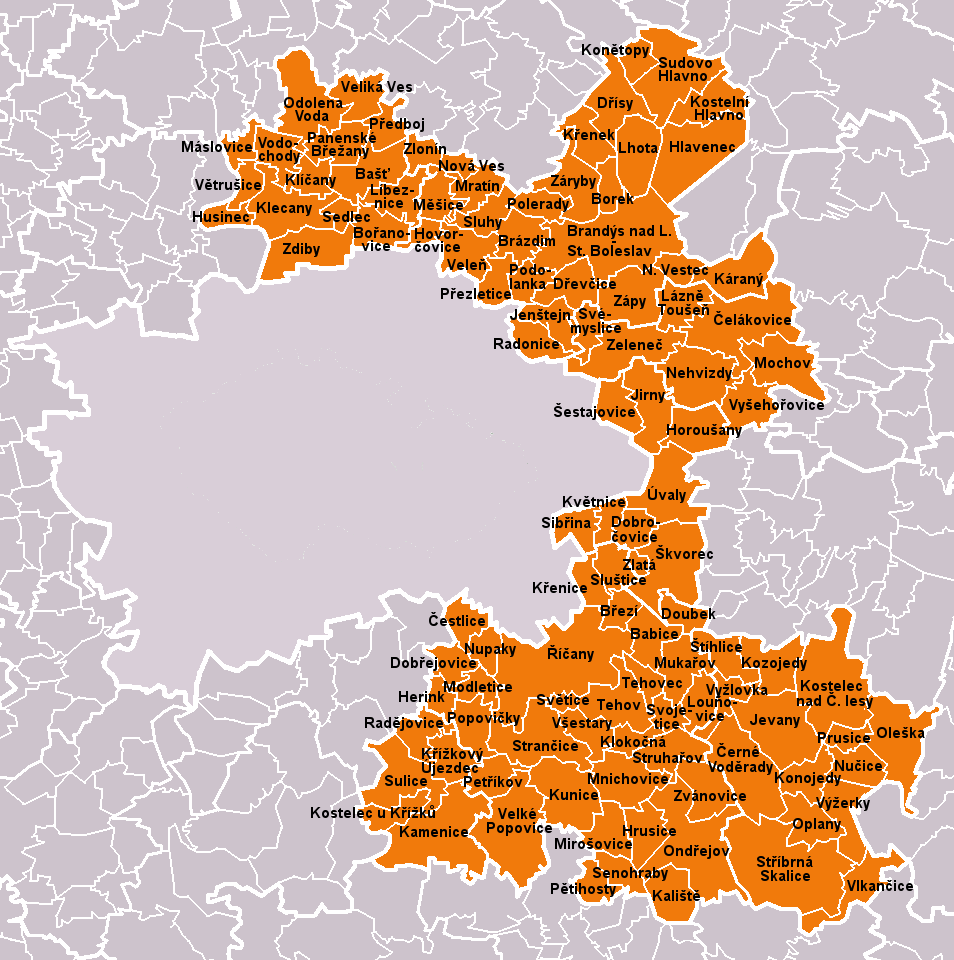
Comuni del distretto

Il distretto di Praha-východ (in ceco okres Praha-východ) è un distretto della Repubblica Ceca nella regione della Boemia Centrale. Il capoluogo di distretto è la città di Praga, che non è inclusa nel distretto, ma costituente una città a parte (hlavní město Praha)

## Geografia antropica
Il distretto conta 110 comuni:

### Città
- Brandýs nad Labem-Stará Boleslav
- Čelákovice
- Klecany
- Kostelec nad Černými lesy
- Mnichovice
- Odolena Voda
- Říčany
- Úvaly

### Comuni mercato
- Lázně Toušeň
- Nehvizdy
- Škvorec
- Zápy

### Comuni
- Babice
- Bašť
- Borek
- Bořanovice
- Brázdim
- Březí
- Černé Voděrady
- Čestlice
- Dobročovice
- Dobřejovice
- Doubek
- Dřevčice
- Dřísy
- Herink
- Hlavenec
- Horoušany
- Hovorčovice
- Hrusice
- Husinec
- Jenštejn
- Jevany
- Jirny
- Kaliště
- Kamenice
- Káraný
- Klíčany
- Klokočná
- Konětopy
- Konojedy
- Kostelec u Křížků
- Kostelní Hlavno
- Kozojedy
- Křenek
- Křenice
- Křížkový Újezdec
- Kunice
- Květnice
- Lhota
- Líbeznice
- Louňovice
- Máslovice
- Měšice
- Mirošovice
- Modletice
- Mochov
- Mratín
- Mukařov
- Nová Ves
- Nový Vestec
- Nučice
- Nupaky
- Oleška
- Ondřejov
- Oplany
- Panenské Břežany
- Pětihosty
- Petříkov
- Podolanka
- Polerady
- Popovičky
- Prusice
- Předboj
- Přezletice
- Radějovice
- Radonice
- Sedlec
- Senohraby
- Sibřina
- Sluhy
- Sluštice
- Strančice
- Struhařov
- Stříbrná Skalice
- Sudovo Hlavno
- Sulice
- Svémyslice
- Světice
- Svojetice
- Šestajovice
- Štíhlice
- Tehov
- Tehovec
- Veleň
- Veliká Ves
- Velké Popovice
- Větrušice
- Vlkančice
- Vodochody
- Všestary
- Vyšehořovice
- Výžerky
- Vyžlovka
- Záryby
- Zdiby
- Zeleneč
- Zlatá
- Zlonín
- Zvánovice